# Ftia (filla de Foroneu)
Ftia (en grec antic: Φθία o Φθίη) va ser una filla de Foroneu, potser l'epònima de Ftia. Zeus va prendre la forma d'un colom, la va seduir i es va unir amb ella i en va néixer Aqueu, segons Claudi Elià. Altres autors, com Hesíode i Apol·lodor, diuen que Aqueu era fill de Xutos i Creüsa, segons la genealogia tradicional.
Hesíode diu que Doros i una filla de Foroneu van tenir cinc filles, de les que no se'n coneixen els noms, que van ser mares, per la seva unió amb els déus, dels curets, una estirp mitològica que habitava Etòlia. No se sap, per les mancances del text, si Hesíode, al Catàleg de les dones diu que realment era filla de Foroneu i esposa de Doros, o més aviat seria filla de Doros i mare, a través d'Apol·lo dels curets. Apol·lodor parla d'una Ftia, que amb Apol·lo va ser la mare de tres curets: Doros, Laòdoc i Polipetes.